# Gulafebernmygga
Gulafebernmyggan, Aedes aegypti (även Stegomyia aegypti), är en art av stickmygga som kan sprida virus som orsakar denguefeber, gula febern, chikungunya och zika. Myggan kommer ursprungligen från Afrika, men finns nu i stora delar av tropikerna, sjukdomarna är dock inte utbredda i hela utbredningsområdet. Arten är vanligt förekommande i tättbefolkade områden. Den kan kännas igen på vita märken på benen och på ett lyrformat märke på thorax. 

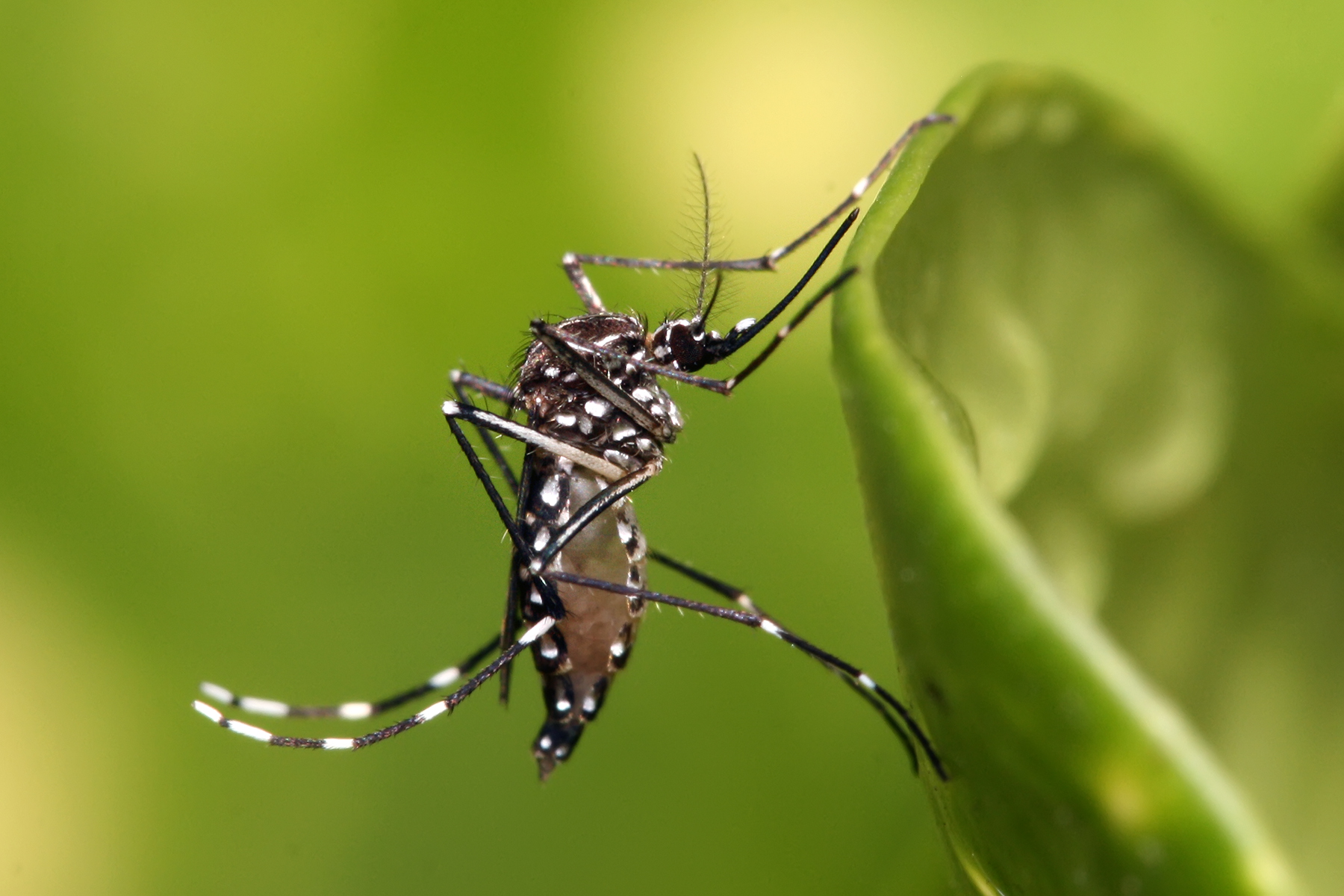

## Livsstadier
Gulafebernmyggan lägger sina ägg i grunda vattendrag eller pölar. Dessa ägg kläcks och bildar larver som sedan utvecklas till puppor. Dessa puppor kläcks och bildar slutligen den fullvuxna myggan. Liksom andra arter av myggor är det endast honan som suger blod då honorna behöver protein för att skapa sina ägg. Hanarna och honorna åtskiljs dels av sin storlek, hanarna är betydligt mindre än honorna, dels av hanarnas buskiga, skäggliknande spröt på ansiktet.